# Niederschlag
Unter Niederschlag versteht man in der Meteorologie Wasser inklusive dessen Verunreinigungen, das aus Wolken, Nebel oder Dunst (beides Wolken in Kontakt mit dem Boden) oder wasserdampfhaltiger Luft (Luftfeuchtigkeit) stammt und das
- infolge der Schwerkraft in flüssiger oder fester Form auf die Erde fällt
- oder vom Wind aufgewirbelt wird
- oder sich auf der Erdoberfläche ablagert oder abfließt
- oder sich in fester Form aus (unterkühltem) Wasser als Vereisung an Oberflächen anlagert
- oder sich als Beschlag[1][2] direkt durch Kondensation oder Resublimation an Objekten absetzt.[3]

Jegliches Wasser, das aus Niederschlägen auf die Erde gelangt, wird auch als Meteorwasser bezeichnet. Der Begriff ist heute vor allem in der Schweiz gebräuchlich. Umgangssprachlich werden die Begriffe Niederschlag und Regenwasser häufig synonym gebraucht.

## Entstehung
Durch Verdunstung und Sublimation gelangt Wasserdampf in die Atmosphäre. Dazu ist die Zufuhr thermischer Energie erforderlich, die als Verdampfungsenthalpie im Wasserdampf gespeichert ist. Wolken entstehen von Kondensationskeimen ausgehend durch Kondensation der Feuchtigkeit in der Luft. Um wieder als Niederschlag auf die Erdoberfläche fallen zu können, muss die Größe (bzw. Masse) der kondensierten Teilchen einen bestimmten Wert überschreiten. Durch den Niederschlag wird der Wasserkreislauf geschlossen.

## Auswirkung
Die Häufigkeit und die durchschnittliche Menge des Niederschlages sind charakteristisch für die entsprechenden geographischen Gebiete. Der Niederschlag ist dabei ein hygrischer Faktor, der das lokale Klima mitbestimmt. Besonders für die Landwirtschaft ist er relevant, da erst ab einer bestimmten Niederschlagsmenge erfolgreicher Regenfeldbau möglich ist. Aus einer angetroffenen Ökozone kann daher meist grob auf eine mittlere Niederschlagsmenge gefolgert werden.
Bei der Kondensation aus feuchter Luft wird Kondensationsenthalpie, beim Resublimieren Sublimationsenthalpie aus dem Wasserdampf frei. Beim Gefrieren wird Kristallisationsenthalpie aus dem Wasser in die Umgebung (Luft, Wasser, Bewuchs, sonstige Oberflächen) freigesetzt. Gefriert unterkühlter Nebel oder unterkühlter Regen, so ist der Wärmeübergang gering. Beim Verdunsten und Sublimieren von Niederschlag wird Wärme der Umgebung entzogen, dies wirkt abkühlend auch auf die Erdoberfläche und reguliert teilweise das (Mikro-)Klima.

## Beispiele für Niederschlag

### Flüssiger Niederschlag
| fallend                | aufgeweht   | abgelagert oder abfließend             | angelagert           | kondensiert       |
| ---------------------- | ----------- | -------------------------------------- | -------------------- | ----------------- |
| Regen Eisregen Tropfen | Schlagregen | Regenpfütze Regenwasser Schneeschmelze | Nebeltraufe Nebeltau | Tau Kondenswasser |

### Fester Niederschlag
| fallend                                    | aufgeweht                                                                            | abgelagert                                                    | angelagert (Vereisung)                                           | resublimiert       |
| ------------------------------------------ | ------------------------------------------------------------------------------------ | ------------------------------------------------------------- | ---------------------------------------------------------------- | ------------------ |
| Schnee Graupel Hagel Schneegriesel Eiskorn | Schneegestöber Schneesturm Blizzard Schneetreiben Schneefegen Triebschnee Flugschnee | Schneedecke Schneeverwehung Schwimmschnee Wechte Schneematsch | Raureif Raufrost Raueis Eisblume Eis Klareis Eisglätte Eiszapfen | Reif Flimmerschnee |

## Spezifikationen

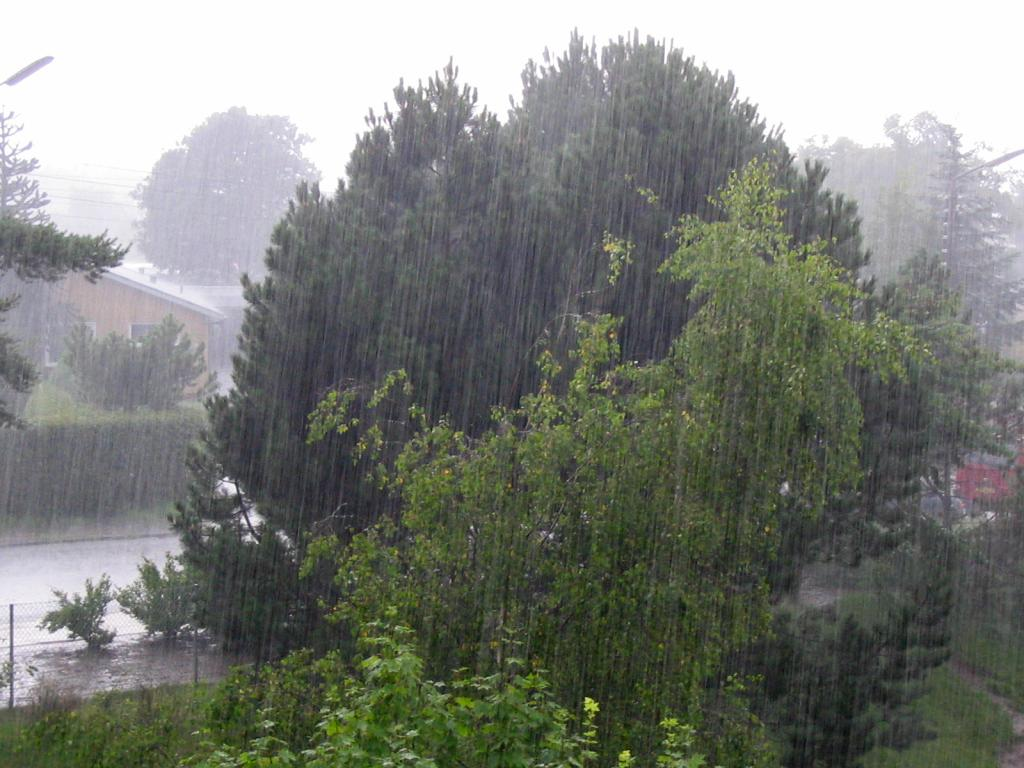
Regen

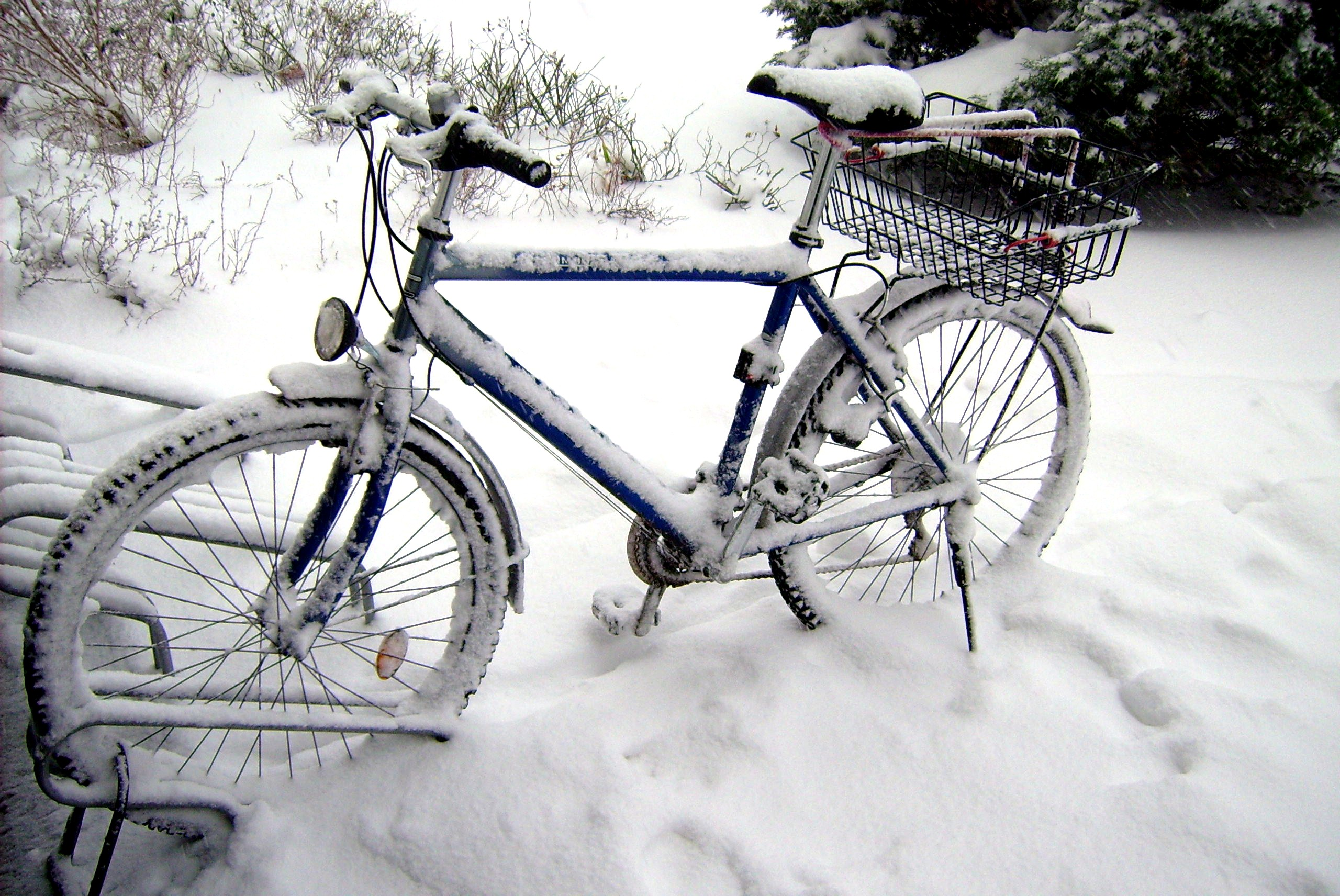
Schnee

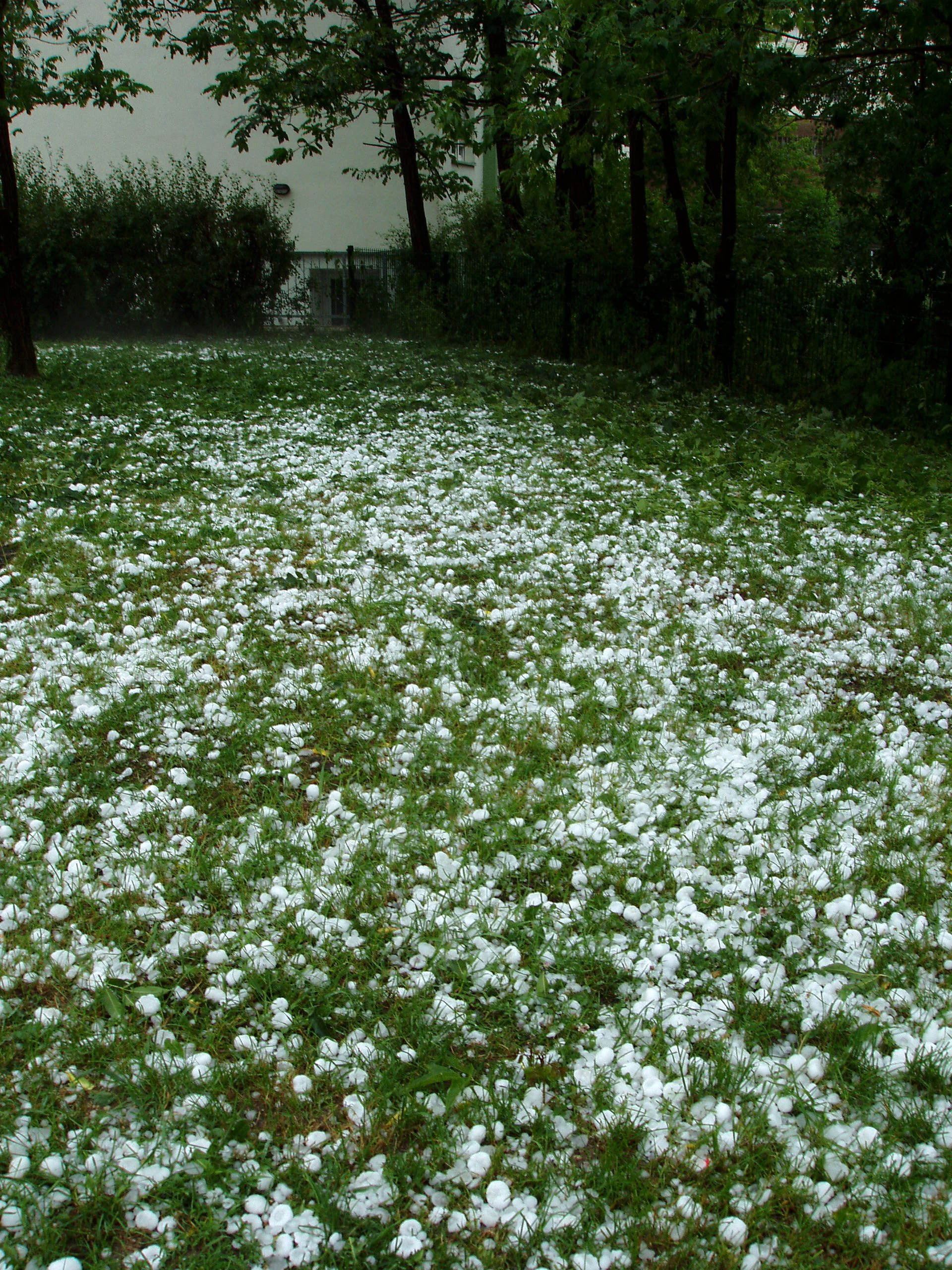
Hagel

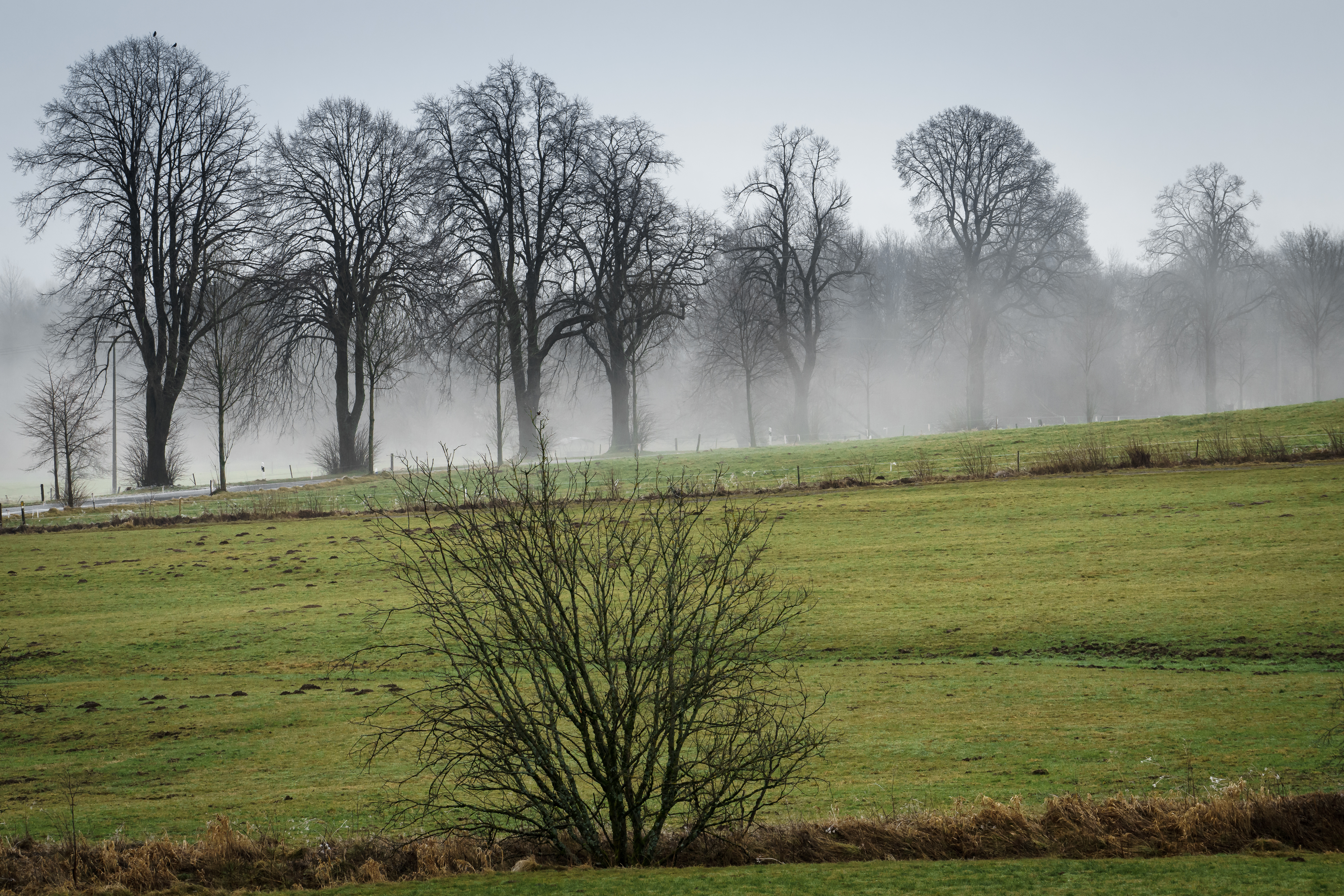
Raureifregen – tauender Raureif regnet von Bäumen

| Bezeichnung | Art       | Endzustand | Beschreibung |
| ----------- | --------- | ---------- | --- |
| Regen       | fallend   | flüssig    | Wasser in Tropfenform, andere Typen: Nieselregen, Eisregen (unterkühltes Wasser, das schlagartig bei Auftreffen gefriert) |
| Nebelnässen | fallend   | flüssig    | Wasser in sehr kleiner Tropfenform, deswegen sehr kleine Niederschlagsmenge |
| Schnee      | fallend   | fest       | lockere, feste Form (ab etwa −12 °C kondensiert der Wasserdampf direkt zu kleinen Eiskristallen (sog. Resublimation – die aber bei Meteorologen oftmals nur Sublimation genannt wird), die sich dann zu Schneeflocken zusammenballen).                                                                      |
| Graupel     | fallend   | fest       | Unregelmäßige, feste, sehr leichte (lufthaltige) Form (gefrorene Körnchen von 2–5 mm Größe, die durch kräftige Aufwinde etwa an Kaltfronten entstehen können). |
| Hagel       | fallend   | fest       | Gefrorene Regentropfen (Eis), > 5 mm Durchmesser, die aus einem Kondensationskern und mehreren gefrorenen Schichten bestehen. Es gibt auch unregelmäßig geformte bzw. aus mehreren Einzelkörnern zusammengesetzte Hagelkörner. Die Entstehung erfolgt in Schauern und Gewittern mit sehr starken Aufwinden. |
| Polarschnee | fallend   | fest       | Eisnadeln, die bei starkem Frost unmittelbar aus dem Wasserdampf der bodennahen Luft resublimieren und dann zu Boden fallen. |
| Tau         | abgesetzt | flüssig    | Wasserdampf, der an Objekten zu feinen Wassertröpfchen kondensiert |
| Reif        | abgesetzt | fest       | Wasserdampf, der an Objekten zu feinen, und auf ausgedehnten kalten Flächen (Schnee- bzw. Eisfeldern) bis zu 5 cm großen Eiskristallen resublimiert. |

### Künstlicher Niederschlag
Niederschlag kann unter bestimmten meteorologischen Konstellationen künstlich erzeugt werden, indem eine große Menge an künstlichen Eiskeimen, also Kondensationskernen (z. B. Silberiodid) in unterkühlte Wolken ausgebracht wird; siehe Hagelflieger. Aus großtechnischen Wasserdampfemissionen stammender Industrieschnee ist ebenso künstlicher Niederschlag, der zivilisatorisch bedingt entstehen kann.

### Abgrenzung
Kunstschnee von Beschneiungsanlagen, Kunsteis und Schwarzeis (gefrorenes See- und Meerwasser) werden nicht zu den Niederschlägen gezählt, weil das Wasser nicht direkt und hauptsächlich aus Wolken, Nebel oder Luftfeuchtigkeit stammt. Ortsverlagerter Niederschlag (beispielsweise vom Schneepflug versetzter Schnee, Sprühfahnen, Dachlawinen, Regenwasser in Fließgewässern) bleibt trotzdem Niederschlag.
„Regen“ aus Beregnungsanlagen wird i. A. nicht dem Niederschlag zugerechnet, kann jedoch durch die dadurch erhöhte Verdunstung zu vermehrter Wolkenbildung und erhöhtem „allgemeinem Niederschlag“ führen.

## Gesetzmäßigkeiten der räumlichen Verbreitung der Niederschläge
1. In den Gebirgen hängen die Niederschlagsmengen von der Streichrichtung zum herrschenden Luftstrom ab (siehe Luv und Lee).
2. Festlandgebiete erhalten geringere Niederschläge als Meeresgebiete auf gleicher geographischer Breite (siehe Seeklima, Kontinentalklima).
3. Hohe Niederschlagssummen in Äquatornähe und gemäßigten Breiten wechseln sich mit niedrigen Niederschlagssummen in den außeräquatorialen Tropen und Polargebieten ab (siehe Tropen, Subtropen, Gemäßigte Zone, Polarklima).
4. In den Tropen sind die Ostteile der tropischen Meere ganzjährig feucht, dagegen sind die Westteile nur im Sommer und im Herbst feucht.

## Niederschlagsmessung

### Messgeräte, Maßeinheiten und Messmethoden

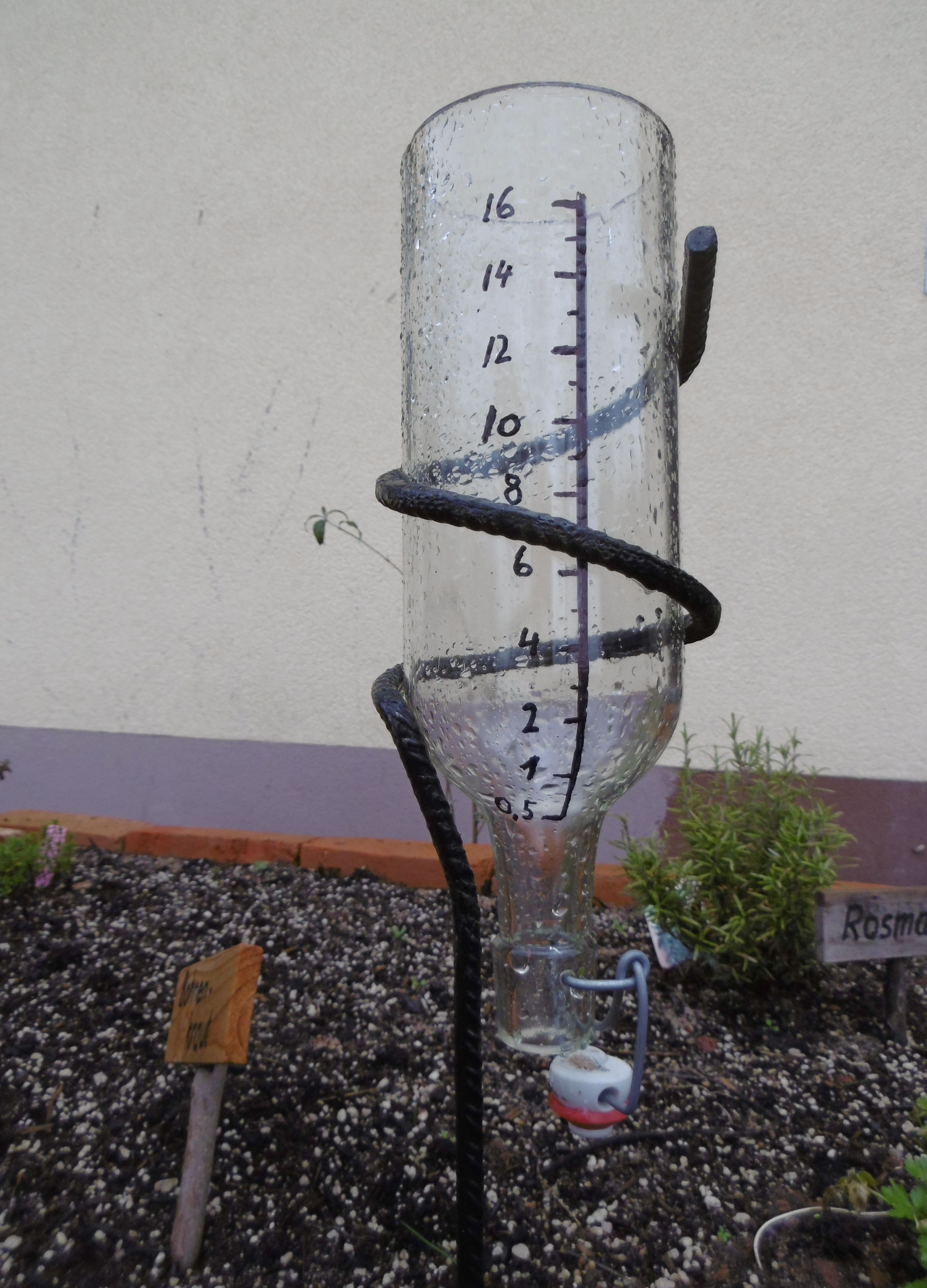
Regenmesser

Gemessen wird mit zwei verschiedenen Arten von Messgeräten:
- nichtregistrierende Niederschlagsmesser (Regenmesser)
- registrierende Niederschlagsmesser (Niederschlagsschreiber, Pluviographen)

Die meisten Niederschlagsmesser sammeln den Niederschlag als punktuelle Niederschlagsmessung in einem Messgefäß. Ein Millimeter (Maßeinheit) entspricht der Wasserhöhe (Niederschlagshöhe) von 1 mm, die sich ergäbe, wenn kein Wasser abflösse oder verdunstete. Alternativ wird oft auch die Wassermenge (Niederschlagsmenge) in {\displaystyle \mathrm {l} /\mathrm {m} ^{2}} (ebene Fläche) angegeben. Ein Millimeter ist gleich einem Liter pro Quadratmeter. Jene Anteile, die nicht in Form flüssigen Wassers vorkommen, werden entweder in die entsprechende Menge desselben umgerechnet (sofern die Dichte bekannt ist), oder bei Schnee und Hagel durch leichte Erwärmung, um die Verdampfung und den Messfehler zu verringern, in Wasser umgewandelt.
Neben der direkten Berechnung vor Ort können Niederschlagsintensitäten auch durch Radarmessungen bestimmt werden. Dazu zieht man die von der Stärke des Regens abhängige Radarreflektivität heran. Über Niederschlagsradare können die gefallenen Mengen inzwischen auch flächendeckend geschätzt werden. Vor allem im Bereich des Hochwassermanagements ist dies von Bedeutung (punktuelle Messwerte verifizieren bzw. kalibrieren). Neben der reinen Niederschlags-Höhe bzw. Menge sind dabei vor allem auch die Niederschlagsintensität und die Niederschlagsdauer wichtig.
Langfristige (klimatologische) Niederschlagsmessungen lassen statistische Berechnungen zu, um die mittlere Häufigkeit von unterschiedlichen Niederschlagsereignissen (v. a. Starkregenereignisse) anzugeben, die Intensität und Dauer zueinander in Bezug setzen.

### Niederschlagshöhe
Die Niederschlagshöhe wird in der Meteorologie für Regen üblicherweise in Millimeter (Wasserhöhe) angegeben und für gefrorene Niederschläge in Zentimeter. Sie gibt wiederum Aufschluss über die Niederschlagsmenge.
Mit „kleiner 0,1 mm“ wird eine Niederschlagshöhe, bzw. die daraus resultierende Niederschlagsmenge angegeben, wenn sie nicht messbar ist.
Bei Schneefall, Hagel oder Graupel wird sie in {\displaystyle \mathrm {cm} } (Zentimeter) angegeben. Eine Umrechnung in die Niederschlagsmenge in Liter bzw. in die wasseräquivalente Niederschlagshöhe pro Quadratmeter kann nur nach Bestimmung der Dichte erfolgen, da bei gefrorenen Niederschlägen große Unterschiede bestehen können:
- Für Schnee liegt die Dichte zum Beispiel zwischen {\displaystyle 30\,\mathrm {kg} /\mathrm {m} ^{3}} (trockener, lockerer Neuschnee) und {\displaystyle 200\,\mathrm {kg} /\mathrm {m} ^{3}} (stark gebundener Neuschnee): Neuschnee hat also etwa 1⁄10 (bis 1⁄15 – 1⁄30) der Dichte von Wasser, setzt sich aber recht schnell (innerhalb von Stunden, insbesondere durch das Gewicht der darübergeschneiten Schichten) auf grob 1⁄3, so dass 1 Meter Neuschnee und 30 cm gesetzter Schnee etwa 100 mm Regen entsprechen.
- Bei Hagel bezieht sich die Angabe der Niederschlagshöhe nur auf die Dauer eines Ereignisses und meist nur auf die Höhe der Hagelschicht am Boden (Der Niederschlag in Form von Regen wird extra angegeben). Sie wird entsprechend den Umrechnungen für lose Schüttungen in Wassermenge umgerechnet.

### Niederschlagsmenge

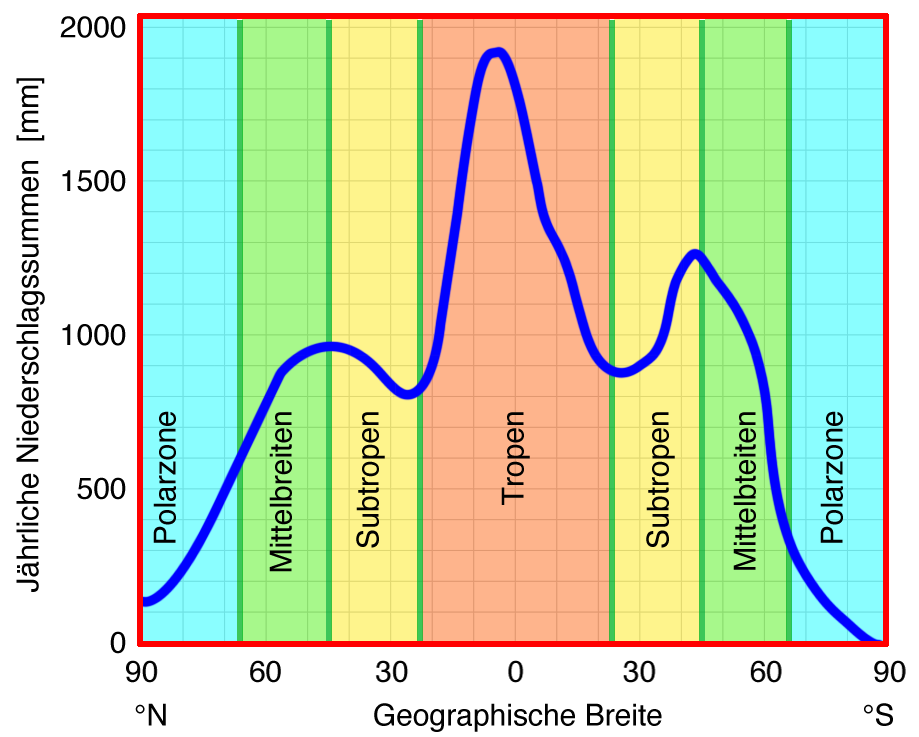
Jährliche Niederschlagssummen in Millimeter: auf ganze Breitengrade bzw. solare Klimazonen bezogen

Man betrachtet das flüssige Wasser (Niederschlagswasser), das sich bei Niederschlag (Regen, Schnee, Hagel, Nebel usw.) in einer definierten Zeitspanne (siehe auch Niederschlagsintensität) in einem nur nach oben offenen Gefäß mit definierter horizontaler Öffnung sammelt. Als Niederschlagsmenge bezeichnet man das Volumen der Flüssigkeit bezogen auf die Fläche der Öffnung und gibt sie in Litern pro Quadratmeter (1 Liter ist 1 Kubikdezimeter) an. Mit der Umrechnung
{\displaystyle 1\,{\frac {\mathrm {l} }{\mathrm {m} ^{2}}}=1\,{\frac {\mathrm {dm} ^{3}}{\mathrm {m} ^{2}}}={\frac {(0{,}1\,\mathrm {m} )^{3}}{\mathrm {m} ^{2}}}={0{,}1^{3}}{\frac {\mathrm {m} ^{3}}{\mathrm {m} ^{2}}}=0{,}001{\frac {\mathrm {m} ^{3}}{\mathrm {m} ^{2}}}=0{,}001\,\mathrm {m} =1\,\mathrm {mm} }
kann sie auch in der Einheit Millimeter angegeben werden. Möchte man aus der Millimeter-Angabe (bzw. der Angabe in Litern pro Quadratmeter) die tatsächliche Niederschlagsmenge in Litern bezogen auf eine bekannte Sammelfläche berechnen, so muss die genannte Größe mit der waagrecht projizierten Sammelfläche in Quadratmetern multipliziert werden:
{\displaystyle \mathrm {mm} \cdot \mathrm {m} ^{2}={\frac {\mathrm {l} }{\mathrm {m} ^{2}}}\cdot \mathrm {m} ^{2}=\mathrm {l} }
Das übliche Messintervall (es ist immer mit anzugeben) sind 24 Stunden (1 Tag), aber auch 48 oder 72 h und so fort für länger dauernde Starkregen-Ereignisse, für Schlagregen auch 1 Stunde und entsprechend mehr, aber auch bis hin zu 5 Minuten (etwa als Bemessung für Abflusseinrichtungen an Gebäuden) sowie ein Monat, eine Jahreszeit und das ganze Jahr für klimatologische Betrachtungen. In den Fällen, in denen man mehrere Standardintervalle addiert, spricht man auch von Niederschlagssumme.
Faktoren wie Verdunstung, Bodenversickerung oder Abfluss werden bei der Messung nicht berücksichtigt.

### Niederschlagsdauer
Der Begriff Niederschlagsdauer steht für die Zeitdauer eines einzelnen Niederschlagsereignisses. Auf Basis der Niederschlagsdauer unterscheidet man zwischen Dauerniederschlägen und Schauern. Zudem ist sie für die Festlegung von Wiederkehrsintervallen von Starkregenereignissen und Überschwemmungsszenarien notwendig.

### Niederschlagsintensität
Als Niederschlagsintensität bezeichnet man den Quotienten aus Niederschlagshöhe bzw. -menge und Zeit. Sie wird für Regen in der Regel in Millimeter pro Stunde beziehungsweise Liter je Quadratmeter (und Stunde, was oft unerwähnt bleibt), bei Schnee in Zentimeter pro Stunde angegeben.
- Regen: 1 Liter pro Quadratmeter und Stunde ergibt 1 mm Regenhöhe/-menge in einer Stunde (mm/h)
- Schnee: durchschnittliche Schneehöhe in Zentimeter pro Stunde (cm/h)

Andere Angaben für statistische Zwecke können noch Millimeter (bei Schnee Zentimeter) pro Tag, Woche, Monat oder Jahr sein.
Ein mittelstarker Regenschauer in Mitteleuropa hat eine Intensität um 5 mm/h, ein Starkregen um 30 mm/h oder als Platzregen 5 mm/5 min. Bei einem heftigen Unwetter kann die Regenmenge auf 50 mm/h und mehr anwachsen.
Im Regenradar des DWD wird eine Intensität von 0,1 mm/h als gering, von 2 mm/h als leicht, 10 mm/h als stark und 75 mm/h als extrem dargestellt.
Niederschlagsmengen von wenigen 100 mm in einigen Tagen (etwa 300 mm/4 d) führen schon, wenn sie großflächig sind, zu schweren Hochwasserereignissen an den großen Flüssen, aber auch an kleineren Flüssen, s.: Hochwasser in West- und Mitteleuropa 2021. Tropenstürme erreichen Werte von 130 mm/h und weit darüber.

### Langfristige Niederschlagsmengen (mittlerer Niederschlag, kumulierter Niederschlag)

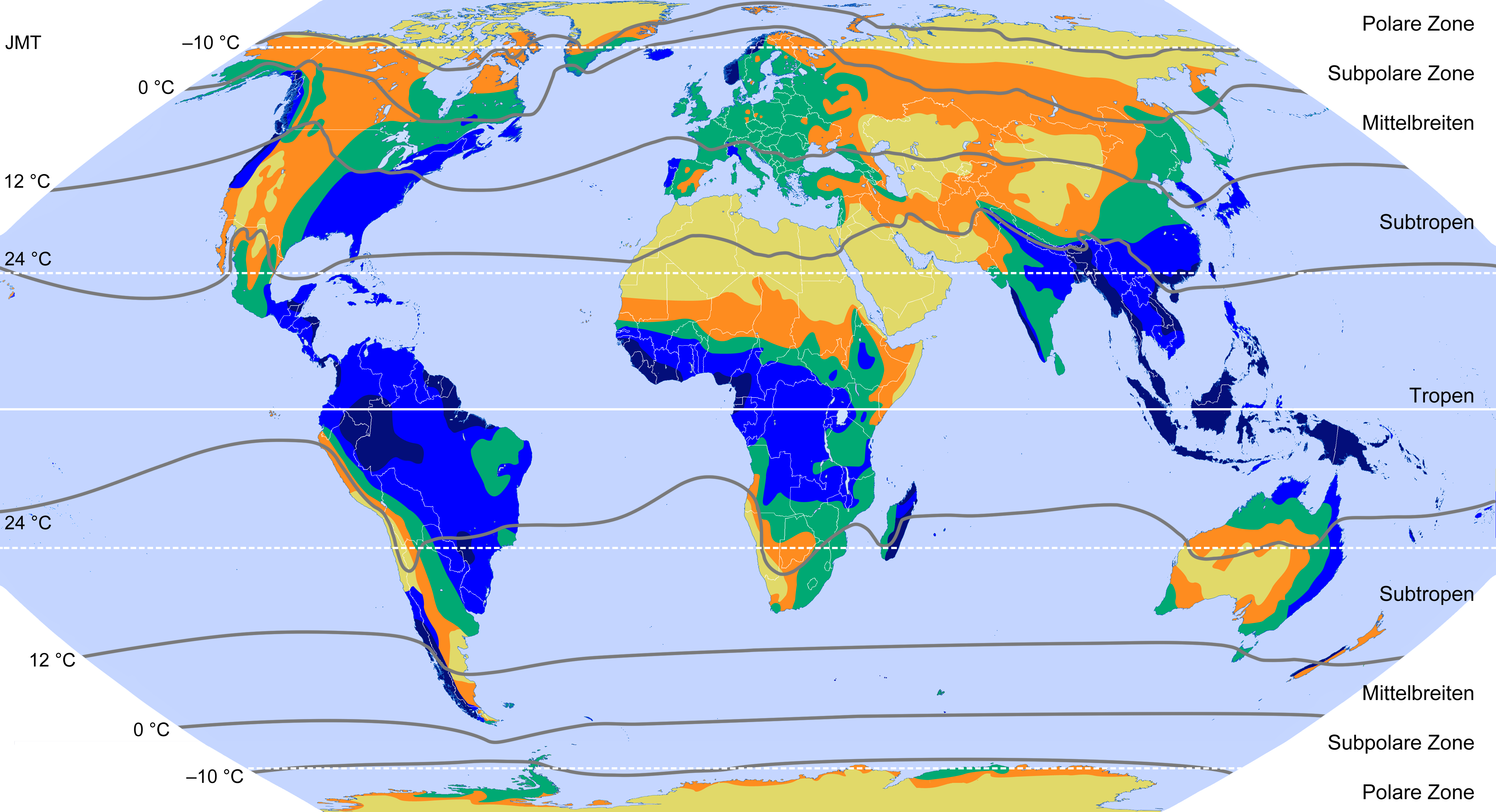
Globale Verteilung der jährlichen Niederschlagssummen in fünf Clustern mit vegetationskundlichem Bezug (Jahresmitteltemperaturen und Klimazonen nach Siegmund & Frankenberg):
< 250 mm (Wüsten und Halbwüsten)
250–500 mm (Steppen)
500–1000 mm (Laubwerfende Wälder)
1000–2000 mm (Hartlaubige Feuchtwälder)
> 2000 mm (Regenwälder)

Für die durchschnittliche Höhe des Niederschlags im Laufe einer bestimmten Periode an einem definierten Ort oder in einer bestimmten Region existieren folgende meteorologisch-klimatologischen Ausdrücke.
- Monatsniederschlag, oder auch Monatsmittel des Niederschlags, ist die gesamte Niederschlagshöhe eines bestimmten Monats gemittelt über eine bestimmte Anzahl von Jahren (meist 30 Jahre), wobei immer über diesen bestimmten Monat gemittelt wird. Die Angabe erfolgt in Millimeter pro Monat und findet Verwendung in diversen Klimadiagrammen. Bezieht man sich nur auf einen ganz bestimmten Monat, so erfolgt die Angabe inkl. des Jahres.
- Jahresniederschlag, oder auch Jahresmittel des Niederschlags, ist die gesamte Niederschlagshöhe eines Jahres gemittelt über eine bestimmte Anzahl von Jahren (meist 30 Jahre). Die Angabe erfolgt in Millimeter pro Jahr und findet Verwendung in diversen Klimadiagrammen. Bezieht man sich nur auf ein ganz bestimmtes Jahr, so wird das extra angegeben.

Für die Charakteristika eines speziellen Jahres werden die gemessenen Niederschläge aufsummiert (kumuliert), und dann mit den mittleren Niederschlägen desselben Bemessungszeitraumes verglichen: So kann eine Aussage gemacht werden, ob ein Monat oder Jahr „zu nass“ oder „zu trocken“, ein Winter „schneereich“ ist, oder dass bei einem Starkregenereignis „der Normalniederschlag eines Monats in drei Tagen gefallen“ ist. Ebenso können Klimata und Jahreszeitcharakteristika verglichen werden, also etwa „wintertrocken“, „Niederschlagsmaximum im Spätsommer“.
Ein Tag, in dessen 24-stündigen Verlauf eine Niederschlagshöhe von mindestens 0,1 mm erreicht wird, heißt laut Deutschem Wetterdienst Niederschlagstag, ein Tag, bei dem dies nicht der Fall ist, Trockentag. Es gibt auch abweichende Definitionen: Das Climate Service Center Germany bezeichnet als Trockentag Tage mit weniger als 1 mm Niederschlag.

## Niederschlagsrekorde
Regen, Positivrekorde
| Zeitintervall      | Menge (mm) | Ort                             | Jahr                                            |
| ------------------ | ---------- | ------------------------------- | ----------------------------------------------- |
| 1 Minute           | 38         | Barot, Guadeloupe               | 1970                                            |
| 1 Stunde           | 401        | Shangdi, Volksrepublik China    | 1947                                            |
| 12 Stunden         | 1.144      | Foc-Foc, Réunion                | 1966                                            |
| 24 Stunden         | 1.825      | Foc-Foc, Réunion                | 1966                                            |
| 1 Woche            | 5.003      | Commerson-Krater, Réunion       | 1980                                            |
| 1 Monat            | 9.300      | Cherrapunji, Meghalaya (Indien) | 07/1861                                         |
| 12 Monate          | 26.470     | Cherrapunji, Indien             | 08/1860–07/1861                                 |
| Jahresniederschlag | 11.872     | Mawsynram, Meghalaya (Indien)   | Durchschnittlicher Jahresniederschlag 1941–1979 |

- Deutschland:
  - Beim Elbhochwasser im August 2002 fielen binnen 24 Stunden im Erzgebirge in Zinnwald-Georgenfeld (Sachsen) 312 Millimeter. Die Wiederkehrperiode für solche 24-stündigen Niederschläge liegt bei rund 500 Jahren; das Elbhochwasser war ein „Jahrhunderthochwasser“.[17]
  - Bis dahin galten 260 Millimeter innerhalb von 24 Stunden als deutscher Rekord: vom 6. bis 7. Juli 1906 (jeweils 7 Uhr MEZ) in Zeithain, Kreis Riesa (Sachsen) und vom 7. bis 8. Juli 1954 (jeweils 7 Uhr MEZ) in Stein, Kreis Rosenheim (Oberbayern).[18]

Regional begrenzte Extremniederschläge können auch deutlich höher liegen. So wurde für das Regenereignis am 2. Juni 2008 im baden-württembergischen Killer- und Starzeltal ein Niederschlag von rund 240 Millimeter in einer Stunde ermittelt.
Regen, Negativrekorde
| Zeitintervall           | Menge (mm) | Ort               | Jahr            |
| ----------------------- | ---------- | ----------------- | --------------- |
| 14,4 Jahre (173 Monate) | 0          | Arica, Chile      | 10/1903–01/1918 |
| 19 Jahre (228 Monate)   | 0          | Wadi Halfa, Sudan |                 |